# Georges-Charles de Heeckeren d'Anthès

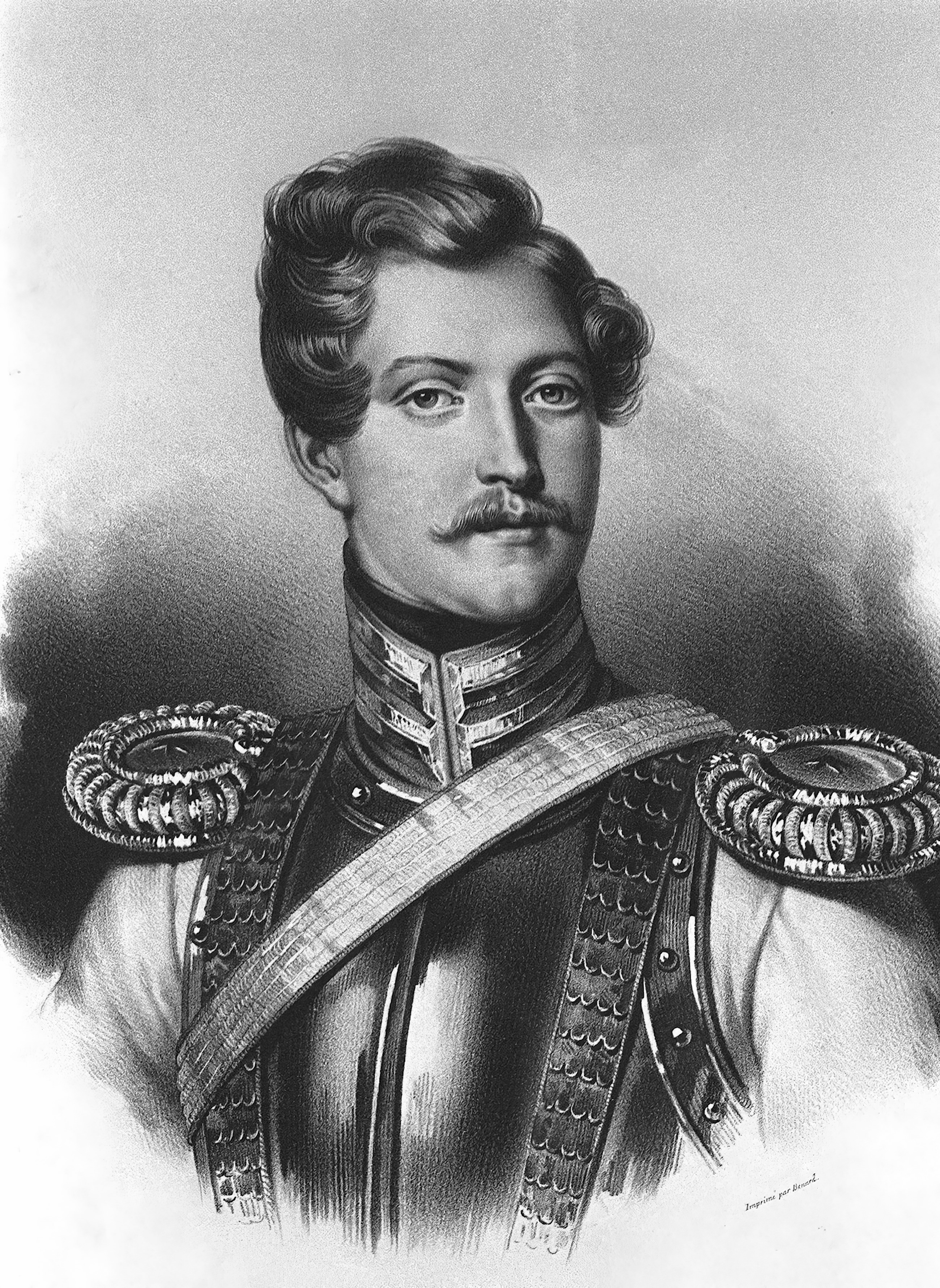
Georges-Charles d'Anthès

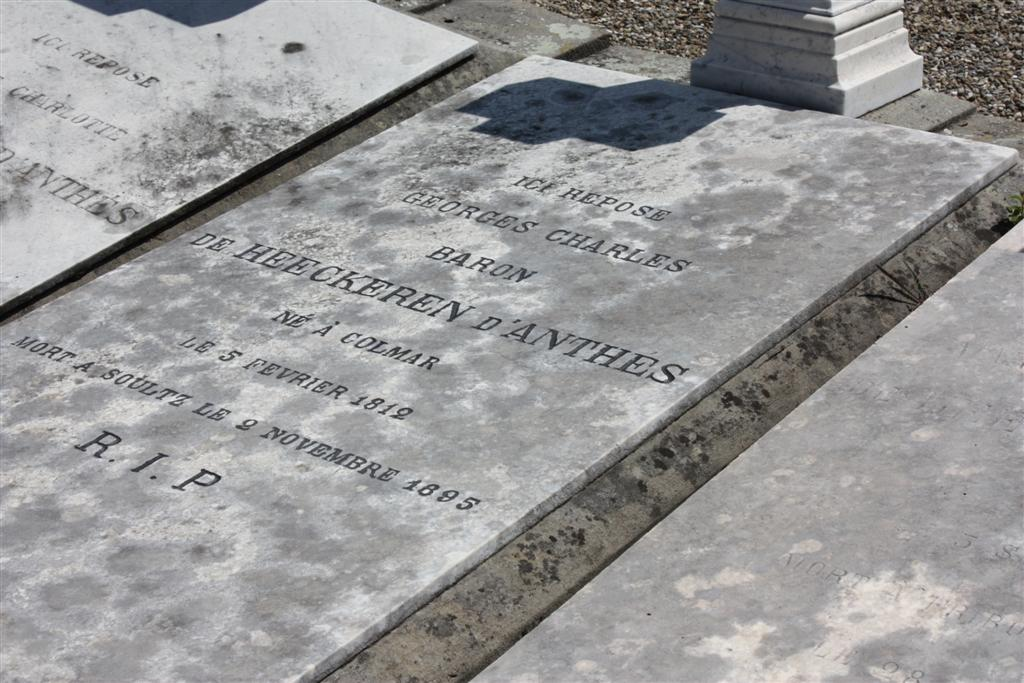
D'Anthès' grave. Soultz. June 2009

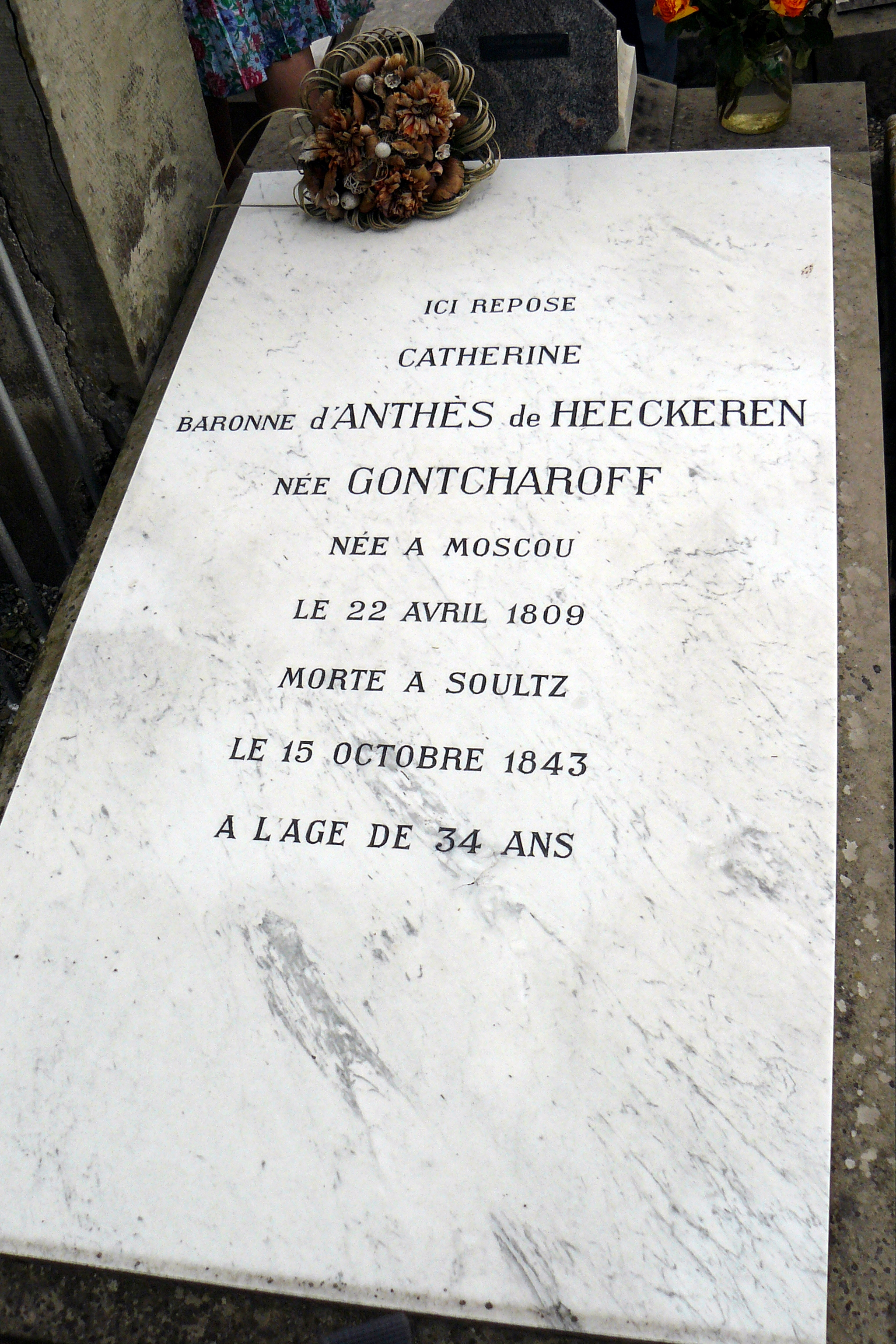
Grave of Yekaterina Goncharova

Nam tước Georges-Charles Heeckeren d'Anthès (ngày 5 tháng 2 năm 1812 - ngày 2 tháng 11 năm 1895) là một sĩ quan Pháp. Ông được nhắc đến với sự kiện quyết đấu súng với đại văn hào Nga Pushkin.

## Tiểu sử
Sinh tại Colmar trong một gia tộc gốc Hà Lan, là trai trưởng trong số sáu người con, ông đã được định trước một sự nghiệp quân sự. Bởi vậy ông được gửi đến Saint-Cyr, một trường đào tạo binh lính đặc biệt ở Pháp và năm 1830, với danh nghĩa là một sĩ quan kỵ binh, ông đã ủng hộ đảng của Charles X trong suốt cuộc cách mạng tháng bảy.
Sau khi bị đày, d'Anthès từ chối phục vụ cho nền quân chủ chuyên chế tháng bảy, rời bỏ quân đội và lui về gia đình của cha ông ở Alsace.
Được sự cho phép của chính quyền Pháp để phục vụ ở nước ngoài mà không mất đi quốc tịch của mình, ông đã làm rạng danh nước Phổ, rồi nước Nga, những đất nước mà gia đình ông có quan hệ họ hàng (mẹ ông là cháu gái của Hoàng tử von Hatzfeld). Ở Saint Petersburg, ông thành công trong việc gia nhập vào Đội bảo vệ của nữ hoàng với tư cách là sĩ quan kỵ binh cầm cờ lệnh. Hai năm sau, năm 1836, ông trở thành trung uý.
Sự quen biết rộng rãi của gia đình và vẻ ngoài đẹp trai đã cho ông cơ hội tiếp cận giới thượng lưu của Saint Petersburg. Đó là cách mà ông gặp người đại diện toàn quyền Hà Lan và chánh quan toà, Baron Heeckeren. Người đàn ông này, xuất thân từ một gia đình qúy tộc lâu đời theo đạo Tin Lành, đã bắt đầu sự nghiệp ở hải quân Hà Lan và từng phục vụ cho Napoleon đệ nhất nhiều năm.
Trong thời gian đó, ông đã có nhiều đóng góp to lớn cho nước Pháp, được Nữ hoàng phong tước vị nam tước và cải sang đạo Thiên chúa. Ông là một người độc thân và không muốn tên mình bị lãng quên. Sau nhiễu lần thư từ và một chuyến đi đến Alsace, ông đề nghị cha của d'Anthès để được nhận nuôi cậu như là người thừa kế mình. Được cha chấp thuận, và, sau thoả thuận qua thư từ với vua Hà Lan,
Ngày 5, tháng 5, năm 1836, Georges-Charles d'Anthès lấy tên là Georges-Charles de Heeckeren d'Anthès. Cân nhắc về việc nhận con nuôi lạ lùng này, Serena Vitale đã nghiên cứu mối quan hệ của họ và cho rằng họ là người tình với nhau.
D'Anthès cũng đã gặp Aleksandr Sergeyevich Pushkin và vợ ông, Natalya ("Natasha"), một người phụ nữ xinh đẹp đa tình, được rất nhiều người bấy giờ ngưỡng mộ. D'Anthès đã tán tỉnh cô ta đến nỗi khiến Pushkin phải dùng lời đe doạ. D'Anthès sau đó đã cưới chị ruột của Natalya, Ekaterina Goncharova ngày 10 tháng 1 năm 1836.
Một điều đáng ngờ là liệu lễ đính hôn và cuộc hôn nhân của D'Anthès với chị của Natalya có phải là sự sắp đặt nhằm phủ nhận tin đồn lúc bấy giờ về việc ông vẫn tiếp tục theo đuổi Natalya. Dù sao đi nữa, việc này vẫn chưa đủ để xoa dịu mâu thuẫn giữa hai anh em rể, nhất là khi có một bứa thư nặc danh, đề nghị Puskin Deputy Grand Master and Historiograph of the Order of Cuckolds.
Pushkin đã viết một bức thư xúc phạm cho d'Anthès, sau đó d'Anthès thách thức Pushkin trong một cuộc đấu súng tay đôi, diễn ra vào ngày 27 tháng 1 (Lịch Julius) /  Ngày 8 tháng 2 năm 1837 (Lịch Gregorius). Pushkin bị thương nặng do một phát đạn vào bụng và chết sau đó hai ngày vì vết thương. D'Anthès chỉ bị thương nhẹ ở tay và ngực.
Ông bị giam trong Pháo đài Peter và Paul, nhưng được Sa hoàng Nicholas I ân xá, giáng chức và trục xuất khỏi Nga.